# Liang Xiaosheng
Liang Xiaosheng (en xinès tradicional: 梁曉聲; en xinès simplificat: 梁晓声; en pinyin: Liáng Xiǎoshēng) (Harbin 1949) escriptor i guionista xinès. Premi Mao Dun de Literatura de l'any 2019 per la novel·la "人世间", traduïda a l'anglès com "The Human World" i adaptada en format de sèrie televisiva pel director Li Liu, amb el títol de "A Lifelong Journay" i emesa per CCTV1 el 2022. Ha publicat un gran nombre de novel·les, assaigs i guions de cinema i televisió.

## Biografia
Liang Xiaosheng va néixer el 22 de setembre de 1949,a la ciutat de Harbin, província de Heilongjiang al nord-est de la Xina en una família humil originaria de la província de Shangdong. El seu pare era obrer de la construcció i la seva mare quasi analfabeta va insistir que Liang pogués estudiar. De jove durant la Revolució Cultural fa formar part del moviment "shàngshan xiàxiāng yùndòng" que s'ha traduït com "moviment de pujar a la muntanya i baixar al camp" i que va culminar en la seva integració a la Guàrdia Roja (Xina). De 1968 a 1974 va ser enviat a treballar a una granja militar agrícola a Heilongjiang, on va fer de pagès, professor i periodista. Les experiències d'aquesta època les ha descrit en diverses obres com "兵团战士报 bingtuan zhanshi bao"(Military Farm Soldiers News) o "Monologue of a Red Guard" i el 2001 en forma de sàtira política a "红军 hong jun" "(Red Daze).
El 1974 va obtenir la possibilitat d'entrar a estudiar al departament de xinès de la Universitat Fudan a Xangai. Després de llicenciar-se el 1977 va ser destinat a treballar com a editor literari a "Beijing Film Studio" i guionista de "China Children's Film Studio". El 1977 va començar a escriure com a escriptor amateur textos de caràcter propagandístic típics de l'època i no començà la seva carrera literària fins al 1979.
Se'l considera com un escriptor realista i que reivindica el realisme crític com una forma literària adaptada a la situació històrica de la Xina. Generalment, les obres de Liang Xiaosheng es classifiquen en dues categories, la primera és la literatura "Zhi qing (jovent educat)", que reflecteix els ideals i les personalitats dels joves graduats durant períodes específics de canvis històrics, resultant de la Revolució Cultural. El segon tipus de ficció creat per Liang Xiaosheng és relativament senzill i naturalista, i descriu principalment la vida quotidiana de petites ciutats, pobles, institucions i famílies. Les seves obres s'han traduït entre altre idiomes a l'anglès, rus, japonès, italià i francès.
Des dels anys vuitanta ha mantingut la seva popularitat en part gràcies a la seva presència a la televisió. Varies de les seves obres han estat adaptades al cinema, com "Nanjing 1937", dirigida per Ziniu Wu (1995) i "Gong Pu", dirigida per Xunxue Huang (2007); també sèries com "Snow City" (xue cheng) (1988) i "gang tienshi zeng Yang Lian Cheng de" (1999) han assolit importants nivells d'audiència. En un altre àmbit les seves publicacions en forma d'assaig crític sobre la societat xinesa, com "中国 社会各阶层分析 Zhongguo shehui ge jieceng fenxi " (Analysis of Chinese Social Strata) han generat fortes controvèrsies.
Liang Xiaosheng ha manifestat que: "La meva convicció literària és que l'escriptor s'ha de preocupar per la realitat social, hem de cantar el bé i el bell a la vida, però tampoc no ens privarem mai de criticar els vessants horribles de la societat. Estic influenciat per escriptors dels segles XVII i XVIII, que com Victor Hugo, Turgenev i Honoré de Balzac, que es preocupaven per la societat.
Ha estat membre del 5è, 6è i 7è Comitè Nacional de l'Associació d'escriptors xinesos.
Actualment (2019) viu a Pequín i des del 2002 ensenya llengua i literatura xineses a l'Escola d'Humanitats de la Universitat de Llengua i Cultura de Pequín.

## Obres destacades
- 1983: 这是一片神奇的土地 (This Is A Mystical Land)
- 1984: 父亲 (Father)
- 1987: Yi ge hong wei bing de zibai (Monologue of a Red Guard)
- 1988: 母亲 (Mather) i 雪城 (Snow City)
- 1992: 浮城 Fu Cheng (The Floating City)
- 2000: Publicació de dues col·leccions de guions de cinema i de sèries de televisió "Dai suo de riji" i " huang yuan zuo cheng".[8]
- 2001:红军 Hong jun (Red Daze)
- 2019: 人世间 (The Human World)

## Premis
- 1983: 这是一片神奇的土地 (This Is A Mystical Land)- va guanyar el National Short Story Award.
- 1984: 父亲 (Father) va guanyar el National Short Story Award i 今夜有暴风雨 (There Is A Storm Tonight) el National Novella Award (1984).
- 1988: 雪城 (Snow City) va guanyar el Golden Eagle Award per una sèrie de televisió.
- 2019: 人世间 (The Human World) va guanyar el premi de Literatura Luliang i el Premi Mao Dun de Literatura.